# Jean Duchesne-Fournet
Jean Charles Auguste Duchesne-Fournet, né le 8 janvier 1875 à Lisieux dans le Calvados et mort à Paris 6e le 27 janvier 1904, est un explorateur ayant visité les Antilles, les Guyanes (françaises, anglaises et hollandaises) et l’Éthiopie.

## Biographie

### Ses études
Jean Duchesne-Fournet est issu d’une vielle famille normande connue depuis le XVIe siècle. Fils de Paul Duchesne-Fournet et frère aîné de Pierre Duchesne-Fournet, qui fut député du Calvados de 1932 à 1942.
Élève surdoué cumulant les études dans des écoles prestigieuses comme l’École des mines, l’École des langues orientales, l’École libre des sciences politiques et l’École coloniale, le jeune Jean préfère se tourner vers l'exploration.

### Ses différents voyages
En 1900, le jeune Duchesne-Fournet part de Saint-Nazaire pour la Guyane. Au cours de ce voyage, il visite les Antilles, puis arrive en Guyane, où il étudie les populations qui ont composé la main d’œuvre des Guyane française, hollandaise et britannique. De cette étude résulte un ouvrage intitulé La main-d’œuvre dans les Guyanes.
Passionné par les voyages, le Ministère de l'Éducation nationale l’envoie en octobre 1901 en mission  en Abyssinie (actuelle Éthiopie), explorer et étudier la topographie, la géologie et l’ethnographie de ce lointain royaume. Il est accompagné par deux médecins (Goffin et Moreau), d’un naturaliste (Arsandeaux), du lieutenant Collat (officier topographe et second de Duchesne-Fournet), du sergent-major Foutenaud et de 20 anciens tirailleurs algériens pour leur protection. Il part le 10 octobre 1901 de Marseille pour Djibouti, puis emprunte le chemin de fer jusqu’à Addas-Galla. Ensuite, il emprunte la route des Gourgouras vers Addis-Abeba. Il sillonne les régions montagneuses du Choa et du Godjam jusqu’au Lac Tana, dont il fait le tour. Dans les régions du sud, il visite la région minière d’Ouallaga pour revenir vers Djibouti.
Après plus d’une année d’exploration, Jean Duchesne-Fournet rentre à Paris, chargés de documents inédits (des notes, des photographies, des dessins…) provenant de ces contrées jusqu’alors inexplorées.
Le 2 janvier 1904, il est nommé chevalier de la légion d’honneur. Mais, dans la nuit du 27 janvier 1904, le jeune Duchesne-Fournet meurt brutalement du paludisme.